# Robert Godard
Pour les articles homonymes, voir Godard.
Robert Godard, né le 7 février 1913 dans le 14e arrondissement de Paris et mort le 5 octobre 1986 à Montluçon,, est un coureur cycliste français. Professionnel entre 1936 et 1946, il participe au Tour de France 1937, où il se classe deuxième d'une étape. Il a notamment remporté le championnat de France amateurs et deux étapes du Tour de l'Oise durant sa carrière. 
Il possédait une boutique de vélo à Montluçon, il avait deux filles : Janine et Madeleine. Son père Marcel a également été cycliste professionnel.

## Palmarès et résultats

### Palmarès par année
- 1931
  - 2e du championnat de France sur route amateurs
  - 3e de la Course de côte de La Baraque
- 1932
  - Course de côte de La Baraque
- 1933
  - 2e du championnat de France sur route amateurs
- 1935
  -  Champion de France sur route amateurs
  - 3e du Circuit du Bourbonnais
- 1936
  - Grand Prix de Thizy
  - 2e de Paris-Perros-Guirec
- 1937
  - 1re étape du Tour de l'Oise
  - 2e du Grand Prix de Thizy
  - 2e du Grand Prix des chaussures Léon Daniel
- 1938
  - 2e du Grand Prix de Thizy
  - 3e du Grand Prix de Marmignolles
  - 3e du Circuit des Villes d'Eaux d'Auvergne
  - 3e de la Polymultipliée
- 1939
  - 2e étape du Tour de l'Oise
  - 3e du Tour de l'Oise
- 1941
  - Grand Prix de Châtel-Guyon
  - Grand Prix des chaussures Léon Daniel
  - 2e du Critérium du Centre
- 1942
  - Prix des commerçants de La Ville-Gozet
  - Grand Prix de Thizy
  - 2e du Critérium du Centre
- 1943
  - Grand Prix de Cours-la-Ville
  - Prix des commerçants de La Ville-Gozet
- 1946
  - Prix Albert-Gagnet
  - 3e du Circuit des Deux Ponts
  - 3e du Grand Prix des chaussures Léon Daniel
- 1947
  - Prix des commerçants de La Ville-Gozet

### Résultats sur les grands tours

#### Tour de France
1 participation
- 1937 : abandon (7e étape)